# Туркменистан на летних Олимпийских играх 2016
Туркменистан на летних Олимпийских играх 2016 года был представлен девятью спортсменами в пяти видах спорта.

## Состав сборной
Бокс
1. Арсланбек Ачилов

 Дзюдо
1. Гульбадам Бабамуратова
2. Рушана Нурджавова

 Лёгкая атлетика
1. Аманмурад Хоммадов
2. Елена Рябова

 Плавание
1. Мердан Атаев
2. Дарья Семёнова

 Тяжёлая атлетика
1. Ходжамухаммет Тойчиев
2. Гульнабат Кадырова

## Результаты соревнований

### Бокс
Квоты, завоёванные спортсменами являются именными. Если от одной страны путёвки на Игры завоюют два и более спортсмена, то право выбора боксёра предоставляется национальному Олимпийскому комитету. Соревнования по боксу проходят по системе плей-офф. Для победы в олимпийском турнире боксёру необходимо одержать либо четыре, либо пять побед в зависимости от жеребьёвки соревнований. Оба спортсмена, проигравшие в полуфинальных поединках, становятся обладателями бронзовых наград.
Мужчины
| Категория | Спортсмены       | Первый раунд       | Второй раунд         | Четвертьфинал        | Полуфинал            | Финал                | Место                |
| Категория | Спортсмены       | Соперник Результат | Соперник Результат   | Соперник Результат   | Соперник Результат   | Соперник Результат   | Место                |
| --------- | ---------------- | ------------------ | -------------------- | -------------------- | -------------------- | -------------------- | -------------------- |
| до 75 кг  | Арсланбек Ачилов | HUNЗ. Харча П 1:2  | завершил выступление | завершил выступление | завершил выступление | завершил выступление | завершил выступление |

### Водные виды спорта

#### Плавание
В следующий раунд на каждой дистанции проходят спортсмены, показавшие лучший результат, независимо от места, занятого в своём заплыве.
Мужчины
| Дистанция           | Спортсмены   | Предварительный раунд | Предварительный раунд | Предварительный раунд | Полуфинал            | Полуфинал            | Полуфинал            | Финал                | Финал                |
| Дистанция           | Спортсмены   | Заплыв                | Результат             | Место                 | Заплыв               | Результат            | Место                | Результат            | Место                |
| ------------------- | ------------ | --------------------- | --------------------- | --------------------- | -------------------- | -------------------- | -------------------- | -------------------- | -------------------- |
| 100 метров на спине | Мердан Атаев | 1                     | 56,34 NR              | 33                    | Завершил выступление | Завершил выступление | Завершил выступление | Завершил выступление | Завершил выступление |

Женщины
| Дистанция          | Спортсмены     | Предварительный раунд | Предварительный раунд | Предварительный раунд | Полуфинал             | Полуфинал             | Полуфинал             | Финал                 | Финал                 |
| Дистанция          | Спортсмены     | Заплыв                | Результат             | Место                 | Заплыв                | Результат             | Место                 | Результат             | Место                 |
| ------------------ | -------------- | --------------------- | --------------------- | --------------------- | --------------------- | --------------------- | --------------------- | --------------------- | --------------------- |
| 100 метров брассом | Дарья Семёнова | 1                     | 1:19,84               | 41                    | Завершила выступление | Завершила выступление | Завершила выступление | Завершила выступление | Завершила выступление |

### Дзюдо
Соревнования по дзюдо проводились по системе с выбыванием. В утешительные раунды попадали спортсмены, проигравшие полуфиналистам турнира. Два спортсмена, одержавших победу в утешительном раунде, в поединке за бронзу сражались с дзюдоистами, проигравшими в полуфинале.
Женщины
| Категория | Спортсмены             | 1/16 финала             | 1/8 финала            | Четвертьфинал         | Полуфинал             | Финал                 | Место |
| Категория | Спортсмены             | Соперник Результат      | Соперник Результат    | Соперник Результат    | Соперник Результат    | Соперник Результат    | Место |
| --------- | ---------------------- | ----------------------- | --------------------- | --------------------- | --------------------- | --------------------- | ----- |
| до 52 кг  | Гульбадам Бабамуратова | ESPЛ. Гомес П 000:101   | завершила выступление | завершила выступление | завершила выступление | завершила выступление | 17    |
| до 57 кг  | Рушана Нурджавова      | HUNХ. Каракаш П 000:101 | завершила выступление | завершила выступление | завершила выступление | завершила выступление | 17    |

### Лёгкая атлетика
Туркменистан получила от ИААФ две квоты на участие в Олимпийских играх (по одной для мужчин и женщин).
Мужчины
Технические дисциплины
| Дисциплина     | Спортсмен          | Предварительный раунд | Предварительный раунд | Четвертьфиналы | Четвертьфиналы | Полуфиналы    | Полуфиналы    | Финал                | Финал                |
| Дисциплина     | Спортсмен          | Результат             | Место                 | Результат      | Место          | Результат     | Место         | Дистанция            | Место                |
| -------------- | ------------------ | --------------------- | --------------------- | -------------- | -------------- | ------------- | ------------- | -------------------- | -------------------- |
| Метание молота | Аманмурад Хоммадов | 61.99                 | 30                    | Не проводится  | Не проводится  | Не проводится | Не проводится | Завершил выступление | Завершил выступление |

Женщины
Беговые дисциплины
| Дисциплина        | Спортсмен    | Предварительный раунд | Предварительный раунд | Предварительный раунд | Четвертьфиналы | Четвертьфиналы | Четвертьфиналы | Полуфиналы            | Полуфиналы            | Полуфиналы            | Финал                 | Финал                 |
| Дисциплина        | Спортсмен    | Забег                 | Время                 | Место                 | Забег          | Время          | Место          | Забег                 | Время                 | Место                 | Время                 | Место                 |
| ----------------- | ------------ | --------------------- | --------------------- | --------------------- | -------------- | -------------- | -------------- | --------------------- | --------------------- | --------------------- | --------------------- | --------------------- |
| бег на 200 метров | Елена Рябова | 3                     | 25,45                 | 8                     | Не проводится  | Не проводится  | Не проводится  | Завершила выступление | Завершила выступление | Завершила выступление | Завершила выступление | Завершила выступление |

### Тяжёлая атлетика
Каждый НОК самостоятельно выбирает категорию в которой выступит её тяжелоатлет. В рамках соревнований проводятся два упражнения — рывок и толчок. В каждом из упражнений спортсмену даётся 3 попытки. Победитель определяется по сумме двух упражнений. При равенстве результатов победа присуждается спортсмену, с меньшим собственным весом.
Мужчины
| Категория    | Спортсмены            | Вес    | Рывок | Рывок | Рывок | Толчок | Толчок | Толчок | Всего | Место |
| Категория    | Спортсмены            | Вес    | 1     | 2     | 3     | 1      | 2      | 3      | Всего | Место |
| ------------ | --------------------- | ------ | ----- | ----- | ----- | ------ | ------ | ------ | ----- | ----- |
| свыше 105 кг | Ходжамухаммет Тойчиев | 144,71 | 193   | 193   | 193   | —      | —      | —      | DNF   | DNF   |

Женщины
| Категория | Спортсмены         | Вес   | Рывок | Рывок | Рывок | Толчок | Толчок | Толчок | Всего | Место |
| Категория | Спортсмены         | Вес   | 1     | 2     | 3     | 1      | 2      | 3      | Всего | Место |
| --------- | ------------------ | ----- | ----- | ----- | ----- | ------ | ------ | ------ | ----- | ----- |
| до 69 кг  | Гульнабат Кадырова | 68,73 | 85    | 90    | 94    | 100    | 105    | 105    | 195   | 13    |